# 科珀切萊鄉
科珀切萊鄉（羅馬尼亞語：Comuna Copăcele, Caraș-Severin），是羅馬尼亞的鄉份，位於該國西南部，由卡拉什-塞維林縣負責管轄，面積51平方公里，海拔高度252米，2007年人口1,184，人口密度每平方公里23人。